# Costa de Matacabrits
La Costa de Matacabrits és una costa del Pallars Jussà, a cavall dels termes municipals de Conca de Dalt, a l'antic terme de Toralla i Serradell, en territori del poble de Torallola, i de la Pobla de Segur, en territori del poble de Sant Joan de Vinyafrescal.
Està situada al sud-est de Torallola i al nord i nord-oest de Sant Joan de Vinyafrescal, a la dreta del barranc de Santa Llúcia, al nord de la Pista de Torallola. Al capdamunt del seu extrem oriental hi ha situat el cementiri de Sant Joan de Vinyafrescal.